# Saudi Aramco
Saudi Aramco (àrab: أرامكو السعودية, Arāmkū as-Saʿūdiyya), oficialment la Saudi Arabian Oil Company (abans Arabian-American Oil Company), és una companyia pública saudita de petroli i gas natural amb seu a Dhahran.
L'any 2022 era la segona empresa del món per ingressos. Saudi Aramco compta amb la segona reserva mundial de cru demostrada amb més de 270 milers de milions de barrils (4.3×1010 m3), i la major producció diària de petroli de totes les empreses productores de petroli.
Saudi Aramco opera la xarxa de hidrocarburs més gran del món, el Master Gas System. La seva producció total de cru de 2013 va ser de 3.4 milers de milions de barrils (540,000,000 m3), i gestiona més de cent jaciments de petroli i gas a l'Aràbia Saudita, inclosos 288,4 bilions de peus cúbics estàndard (SCF) de reserves de gas natural. Saudi Aramco opera el camp de Ghawar, el jaciment onshore més gran del món, i el camp Safaniya, el jaciment offshore més gran del món.
L'11 de desembre de 2019, les accions de la companyia van començar a cotitzar a la borsa de Tadawul. Les accions van cotitzar a 35,2 riyals, cosa que li va donar una capitalització borsària d'1,88 bilions de dòlars i va superar la marca de 2 bilions de dòlars el segon dia de negociació. Al Forbes Global 2000 del 2020, Saudi Aramco va ser classificada com la segona empresa pública més gran del món.
Saudi Aramco va nomenar Hasan Al-Zahrani com el seu director executiu de sistemes d'energia el desembre de 2020.
En realitat, Saudi Aramco està present en els països següents: Aràbia Saudita; Bahrain; Qatar; Kuwait; Oman; Emirats Àrabs Units. Saudi Aramco és també present en d'altres països, on exerceix les funcions de suport, com el.:Egipte; Jordania; Irak;  Syria;  i la Yemen.:

## Història
Els orígens de Saudi Aramco es remunten a l'escassetat de petroli de la Primera Guerra Mundial i a l'exclusió de les empreses americanes de Mesopotàmia pel Regne Unit i França en virtut de l'Acord de San Remo sobre el petroli de 1920. L'administració nord-americana tenia aleshores el suport popular per a una "política de portes obertes", que Herbert Hoover, secretari de comerç, va iniciar el 1921. Standard Oil of California (SoCal) es trobava entre les empreses nord-americanes que buscaven noves fonts de petroli a l'estranger.
A través de la seva filial, Bahrain Petroleum Co. (BAPCO), SoCal va produir petroli a Bahrain el maig de 1932. Aquest esdeveniment va augmentar l'interès per les perspectives de petroli de l'Aràbia continental. El 29 de maig de 1933, el govern de l'Aràbia Saudita va concedir una concessió a SoCal en lloc d'una oferta rival de l'Iraq Petroleum Co. La concessió va permetre a SoCal explorar el petroli a l'Aràbia Saudita. SoCal va assignar aquesta concessió a una filial subsidiaria, California-Arabian Standard Oil (CASOC). El 1936, amb l'empresa sense èxit a l'hora de localitzar petroli, Texas Oil Co. (Texaco) va comprar una participació del 50% de la concessió. Després de quatre anys d'exploració infructuosa, el primer èxit va arribar amb el setè lloc de perforació a Dhahran el 1938, un pou conegut com a Dammam núm. 7. Aquest pou va produir immediatament més de 1,500 barrils per dia (240 m3/d), donant confiança a l'empresa per continuar. El 31 de gener de 1944, el nom de la companyia es va canviar de California-Arabian Standard Oil Co. a Arabian American Oil Co. (o Aramco). El 1948, Standard Oil de Nova Jersey (més tard coneguda com Exxon) va comprar el 30% i Socony Vacuum (més tard Mobil) va comprar el 10% de la companyia, amb SoCal i Texaco retenint el 30% cadascuna. Els nouvinguts també eren accionistes de l'Iraq Petroleum Co. i van haver de retirar les restriccions de l'Acord sobre la línia vermella per poder entrar en aquest acord.

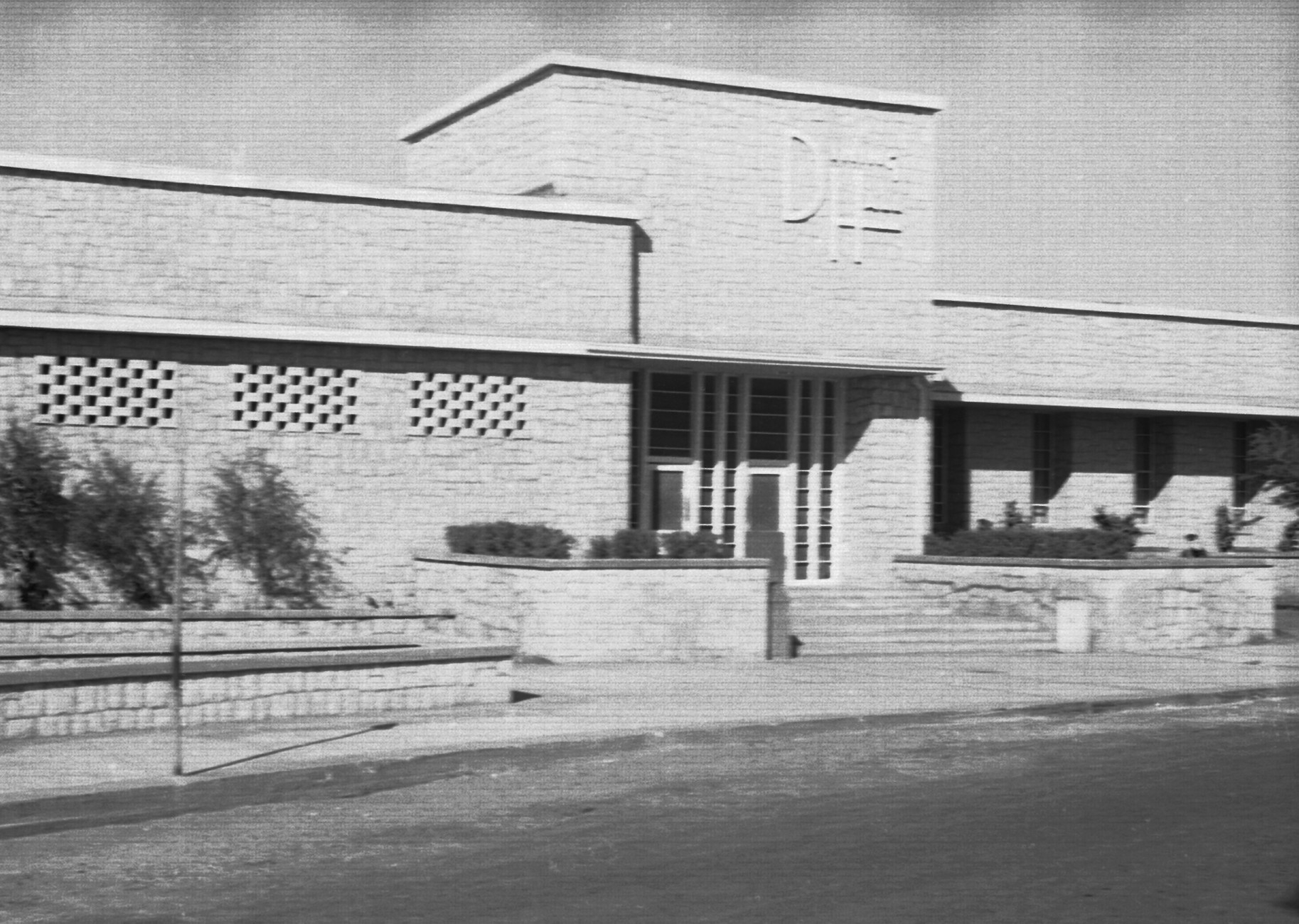
Complex d'Aramco a l'Aràbia Saudita, 1954

El 1949, ARAMCO havia fet incursions a l'Emirat d'Abu Dhabi (ara forma part dels Emirats Àrabs Units), cosa que va provocar una disputa fronterera entre Abu Dhabi i l'Aràbia Saudita. El 1950, l'rei Abdulaziz va amenaçar amb nacionalitzar les instal·lacions petrolieres del seu país, pressionant així Aramco perquè acceptés repartir els beneficis al 50%.
Uns processos similars havien tingut lloc amb les companyies petrolieres americanes a Veneçuela uns anys abans. El govern nord-americà va concedir a les empreses membres dels Estats Units propietàries d'Aramco una desgravació fiscal coneguda com el truc d'or equivalent als beneficis atorgats al rei Abdulaziz. Arran del nou acord, la seu de la companyia es va traslladar de Nova York a Dhahran. El 1951, la companyia va descobrir el camp petrolífer de Safaniya, el camp offshore més gran del món. El 1957, el descobriment de camps de petroli connectats més petits va confirmar el camp de Ghawar com el camp terrestre més gran del món.
El 1975, el segon pla econòmic quinquennal de l'Aràbia Saudita incloïa un pla director de gas. El gas natural s’utilitzaria per generar energia, en lloc d'escalar el gas. El pla comptava amb l'ús del gas associat, però el 1985, Aramco va ser capaç d'incloure mil milions de peus cúbics estàndards al dia (Bscfd) de gas no associat. Aquest gas no associat es va produir a partir de la formació Kuff, que és una pedra calcària a 650 m per sota de la zona àrab productora de petroli. El 1994, Aramco va descobrir més gas no associat a la formació de gres més profunda de Jawf i va construir plantes a Hawiyah i Haradh per processar-lo. :98–100,104,129–130,229

### Guerra de Yom Kippur
El 1973, després del suport dels Estats Units a Israel durant la guerra de Yom Kippur, el govern saudita va adquirir una "participació" del 25% en els actius d'Aramco. Va augmentar la seva participació al 60% el 1974 i va adquirir el 40% restant el 1976. Aramco va continuar operant i gestionant els antics actius d'Aramco, inclosa la seva participació concessionària en determinats jaciments de petroli àrab saudita, en nom del govern àrab saudí fins al 1988. El novembre de 1988, un reial decret va crear una nova companyia àrab saudita, la Saudi Arabian Oil Company, per prendre el control dels antics actius d'Aramco (o Saudi Aramco) i va prendre la gestió i el control de les operacions dels jaciments de petroli i gas de l'Aràbia Saudita. d'Aramco i els seus socis. El 1989-90 es van descobrir gas i petroli d'alta qualitat a tres zones al sud de Riad: entre elles la zona de Raghib, a uns 77 quilòmetres al sud-est de la capital.

### Guerra del Golf Pèrsic
El setembre del 1990, després de l'inici de la guerra del Golf, s'esperava que Aramco substituiria gran part de la producció de petroli eliminada del mercat mundial a causa de l'embargament de l'Iraq i Kuwait ocupat. Això va suposar la producció de 4,8 milions de barrils diaris (Mbpd) addicionals per mantenir estable el mercat mundial del petroli. A més, s’esperava que Aramco proporcionés totes les necessitats d'aviació i dièsel de la coalició. Aramco va tornar a comercialitzar 146 pous de petroli Harmaliyah, Khurais i Ghawar amb plantes de separació de gasoil associades i un oleoducte de tractament d'aigua salada, que s’havien mantingut apagats durant la caiguda del preu del petroli dels anys vuitanta. La producció diària va augmentar de 5,4 Mbpd al juliol a 8,5 Mbpd el desembre de 1990 després d'un esforç de tres mesos de desballestament. :125,135,148–149,155–156
A partir del 1990, Aramco va iniciar una expansió de les vendes de cru al mercat asiàtic. Es van produir acords amb Corea, Filipines i Xina. El 2016, aproximadament el 70% de les vendes de cru d'Aramco es van fer a Àsia. :168,176,184–185

### Anys 2000
El maig de 2001, l'Aràbia Saudita va anunciar la Gas Initiative, que proposava la creació de 3 empreses conjuntes amb 8 COI per a l'exploració de gas en superfície pura de riu amunt. Core Venture 1 incloïa el sud de Ghawar i el nord de Rub 'Al-Khali, Core Venture 2 incloïa el Mar Roig, mentre que Core Venture 3 involucrava Shaybah i Kidan. El 2003, Royal Dutch Shell i Total SA van formar una associació amb Saudi Aramco a Core Venture 3. El 2004, Core Venture 1 es va convertir en tres empreses conjuntes separades amb Saudi Aramco amb un 20%, una amb Lukoil, una segona amb Sinopec i una tercera amb Repsol. :228–232
El 2004, Aramco produïa 8,6 milions de barrils al dia (mbpd) d'un potencial de 10 mbpd. El 2005, Aramco va llançar un pla quinquennal per invertir 50.000 milions de dòlars per augmentar la seva capacitat diària a 12,5 mbpd augmentant la capacitat de producció i refinat i duplicant el nombre de plataformes de perforació. :241–242
El 2005, Saudi Aramco era la companyia més gran del món amb un valor de mercat estimat de 781.000 milions de dòlars.
Al juny del 2008, en resposta als preus del cru que superaven els 130 dòlars per barril, Aramco va anunciar que augmentaria la producció fins als 9,7 milions de barrils al dia (mbpd). Llavors, a mesura que els preus van caure, Aramco va afirmar el gener del 2009 que reduiria la producció a 7,7 mbpd. :265–267
El 2011, Saudi Aramco va iniciar la producció des del camp de gas Karan, amb una producció de més de 400 milions d'escf al dia.
El gener de 2016, el príncep hereu adjunt d'Aràbia Saudita, Mohammad bin Salman Al Saud, va anunciar que estava considerant cotitzar accions de l'empresa estatal i vendre-ne al voltant del 5% per tal de construir un gran fons sobirà.
El Wall Street Journal va informar el setembre de 2018 que Aramco estava considerant un fons de capital risc de 1.000 milions de dòlars per invertir en empreses tecnològiques internacionals.
El juny de 2019, un informe del Financial Times afirmava que Aramco havia assumit les despeses relacionades amb el ministeri; impulsar l'assignació pressupostària del ministeri d'Hisenda. També incloïa els viatges diplomàtics i relacionats amb l'empresa del ministre d'Energia Khalid Al Falih, així com les seves estades en hotels de luxe. No obstant això, un aliat va esmentar que les polítiques de Falih han generat ingressos derivats del petroli que superen amb escreix les seves despeses.
El setembre de 2019, l'Aràbia Saudita va nomenar Yasir Al-Rumayyan com a president d'Aramco. Al-Rumayyan es va convertir en el cap del fons sobirà de riquesa del país substituint Khalid Al-Falih, que ocupava el càrrec des del 2015.
El 2020, Saudi Aramco va adquirir una participació del 70% a SABIC, una empresa de fabricació de productes químics.
El juny de 2020, Saudi Aramco va acomiadar gairebé 500 dels seus més de 70.000 empleats, mentre que les empreses energètiques mundials reduïen la seva plantilla a causa de la pandèmia COVID-19. No obstant això, la majoria dels treballadors que van perdre la feina a Aramco eren estrangers.
El 9 d'agost de 2020, Saudi Aramco va informar d'una caiguda del 50% dels ingressos nets durant la primera meitat de l'exercici, ja que la demanda de petroli i els preus van continuar baixant a causa de la crisi del coronavirus. Això es va produir després que Saudi Aramco va perdre el títol d'empresa cotitzada més gran del món per capitalització borsària contra Apple, el 31 de juliol de 2020.
El 3 de novembre de 2020, Saudi Aramco va registrar una caiguda del 44,6% del benefici net del tercer trimestre, ja que la crisi del coronavirus continuava sufocant la demanda i pesant sobre els preus del cru.

#### Ciberatac 2012
Els ordinadors Aramco van ser atacats per un virus el 15 d'agost de 2012. L'endemà, Aramco va anunciar que cap dels ordinadors infectats formava part de la xarxa directament lligada a la producció de petroli i que la companyia reprendria aviat les operacions completes. Els pirates informàtics van reclamar la responsabilitat de la propagació del virus informàtic. El virus va afectar les empreses del sector del petroli i l'energia. Un grup anomenat "Cutting Sword of Justice" va reclamar la responsabilitat d'un atac a 30.000 estacions de treball de Saudi Aramco, cosa que va provocar que l'empresa passés mesos restaurant els seus serveis. Més tard, el grup va indicar que s’havia utilitzat el virus Shamoon en l'atac. A causa d'aquest atac, el lloc principal d'Aramco va caure i va arribar un missatge a la pàgina principal que demanava disculpes als clients. Els especialistes en seguretat informàtica van dir que "es diu que l'atac, conegut com a Shamoon, va afectar" almenys una organització "del sector. Shamoon és capaç d'esborrar fitxers i fer inutilitzables diversos ordinadors d'una xarxa." Richard Clarke suggereix que l'atac va formar part de les represàlies de l'Iran per la participació dels Estats Units a Stuxnet. L'investigador de seguretat Chris Kubecka, que va ajudar l'empresa a establir seguretat després de l'atac, va detallar el nivell de sofisticació en la seva presentació de Black Hat USA 2015 i l'episodi 30 de Darknet Diaries.

#### Atac de drons 2019
El 14 de setembre de 2019, es va produir un atac amb drons a dues plantes saudites d'Aramco: la planta de processament de petroli d'Abqaiq i el jaciment de Khurais. Els rebels houthi van reivindicar l'atac. L'atac va reduir 5,7 milions de barrils al dia (bpd) de la producció de cru saudita, més del 5 per cent de l'oferta mundial. Hi va haver discussions de funcionaris àrabs saudites sobre l'ajornament de la sortida a borsa d'Aramco, perquè els atacs "van deixar de banda més de la meitat de la producció del petroli del regne".

#### Oferta pública inicial (IPO) 2019
Des del 2018, l'Aràbia Saudita estava considerant posar una part de la propietat de Saudi Aramco, fins al 5%, en el comerç públic mitjançant una oferta pública inicial (IPO), per reduir el cost per al govern de dirigir l'empresa. Tot i que els principals bancs van examinar la sortida a borsa, la sortida a borsa es va endarrerir per les preocupacions de l'estructura corporativa d'Aramco el 2018 fins al 2019. Els atacs amb drons de setembre de 2019 a les instal·lacions d'Aramco també van retardar l'aparició de la sortida a borsa.
El 9 d'abril de 2019, Aramco va emetre bons valorats col·lectivament en 12.000 milions de dòlars EUA. La seva primera emissió de bons internacionals va rebre més de 100.000 milions de dòlars en comandes d'inversors estrangers, cosa que supera tots els rècords d'una emissió de bons d'una entitat d'un mercat emergent.
Aramco va anunciar el 3 de novembre de 2019 el seu pla d'enumerar l'1,5% del seu valor com a sortida a borsa a la borsa de Tadawul.
El 9 de novembre de 2019, Saudi Aramco va publicar un informe de 600 pàgines amb detalls de la sortida a borsa. Segons les especificacions proporcionades, fins a un 0,5% de les accions es van bloquejar per a inversors minoristes individuals.
El 4 de desembre de 2019, Saudi Aramco va fixar un preu de la seva oferta en 32 riyals saudites (aproximadament 8,53 dòlars) per acció. La companyia va generar subscripcions per un import total de 119.000 milions de dòlars, que representen el 456% del total d'accions de l'oferta. Va recaptar 25.600 milions de dòlars en la seva sortida a borsa, convertint-la en la sortida a borsa més gran del món, succeint la del grup Alibaba el 2014. A l'octubre de 2020, el grup xinès Ant Group va recaptar 34.500 milions de dòlars durant la seva sortida a borsa, superant la de Saudi Aramco. La companyia va començar a cotitzar a Tadawul l'11 de desembre de 2019, amb accions que van augmentar un 10% fins als 35,2 riyals, fet que va donar a la companyia una capitalització de mercat d'1,88 bilions de dòlars i va convertir Saudi Aramco en la companyia cotitzada més gran del món.

#### Programa global de notes a mitjà termini
Saudi Aramco va anunciar la contractació de bancs internacionals per aconseguir una emissió de bons denominats en dòlars nord-americans a diversos trams el 16 de novembre de 2020. L'anunci el va fer la companyia petroliera a la recerca de diners en efectiu després dels baixos preus del petroli i l'impacte de la crisi del coronavirus. Segons un document presentat per Aramco, l'empresa va contractar Goldman Sachs, HSBC, Morgan Stanley, JPMorgan i NCB Capital. Un document publicat per un dels altres bancs implicats en l'acord mostrava que l'acord també incloïa BNP Paribas, MUFG, BofA Securities, SMBC Nikko, First Abu Dhabi Bank, Societe Generale i BOC International. Aramco està en deute i ha de pagar efectius per valor de 37.500 milions de dòlars en dividends durant la segona meitat del 2020 i finançar els 69.100 milions de dòlars de l'adquisició del 70% de SABIC que ha estat pagant a terminis fins al 2028. El 2020, la companyia petroliera va elevar el préstec a 10.000 milions de dòlars. La companyia ha informat d'una caiguda del benefici net del tercer trimestre del novembre de 2020, a causa de l'augment dels preus del cru i de la caiguda de la demanda després de la pandèmia COVID-19.

## Operació

Exploració

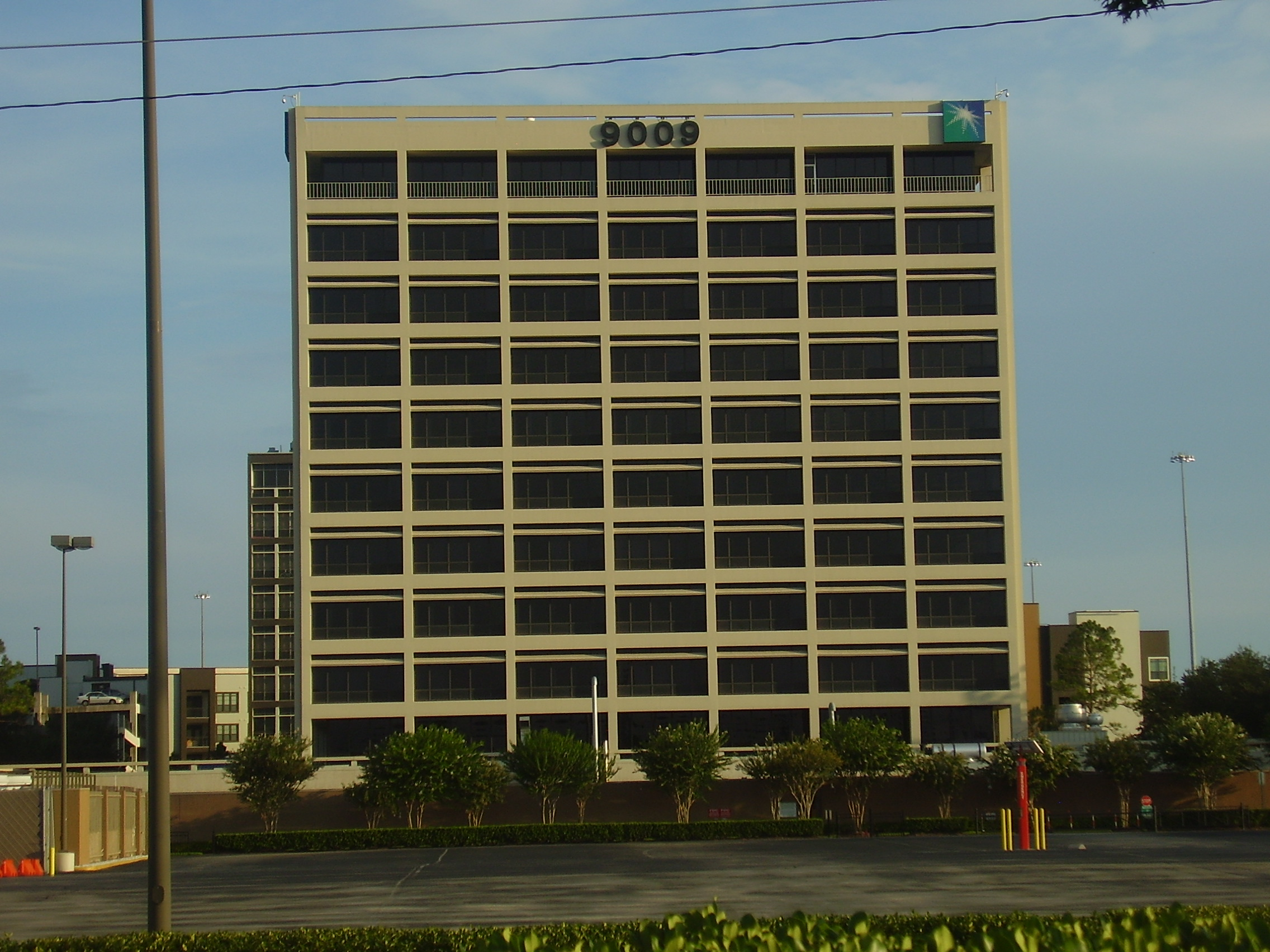
Seu central d'Aramco Services Co. a Houston

Saudi Aramco té la seu central a Dhahran, però les seves operacions abasten tot el món i inclouen exploració, producció, refinació, productes químics, distribució i comercialització. Totes aquestes activitats de l'empresa són supervisades pel Ministeri de Petroli i Recursos Minerals de l'Aràbia Saudita juntament amb el Consell Suprem del Petroli i els Minerals. No obstant això, el ministeri té molta més responsabilitat en aquest sentit que el consistori.

### Junta Directiva
- Yasir Othman Al-Rumayyan (president), membre del Consell d'Afers Econòmics i de Desenvolupament (Aràbia Saudita)
- Ibrahim Abdulaziz Al-Assaf, antic ministre d'Afers Exteriors i ministre de Finances
- Mohammed Al-Jadaan, actual ministre de Finances
- Mohammad M. Al-Tuwaijri, antic ministre d'Economia i Planificació
- Nabil Al-Amoudi, antic ministre de Transports
- Mark Moody-Stuart, antic president d'Anglo American, HSBC, i de la Fundació per al Pacte Mundial de les Nacions Unides
- Andrew N. Liveris, antic president i conseller delegat de Dow Chemical
- Lynn Elsenhans, expresidenta i consellera delegada de Sunoco
- Peter Cella, expresident i conseller delegat de Chevron Philips Chemical
- Mark Weinberger, antic president i conseller delegat d'Ernst & Young
- Amin H. Nasser, president i conseller delegat de Saudi Aramco

### Exploració
Una part important de la plantilla de Saudi Aramco està formada per geofísics i geòlegs. Saudi Aramco ha estat explorant dipòsits de petroli i gas des del 1982. La major part d'aquest procés té lloc al Centre de Recerca Avançada EXPEC. Originalment, Saudi Aramco utilitzava els supercomputadors Cray (CRAY-1M) al seu centre d'investigació avançat EXPEC (ECC) per ajudar a processar la quantitat colossal de dades obtinguda durant l'exploració i, el 2001, ECC va decidir utilitzar els clústers Linux com a substitut dels sistemes Cray desactivats. ECC va instal·lar un nou sistema de supercomputació a finals del 2009 amb una capacitat d'emmagatzematge en disc de 1.050 terabytes (és a dir, superior a un petabyte), la instal·lació d'emmagatzematge més gran de la història de Saudi Aramco per donar suport a la seva exploració a les zones frontereres i al mar Roig.

### Refinació i productes químics
Tot i que la companyia no tenia previst inicialment refinar el petroli, el govern saudita volia que només hi hagués una empresa que s’ocupés de la producció de petroli. Per tant, l'1 de juliol de 1993, el govern va emetre un reial decret que fusionava Saudi Aramco amb Samarec, l'empresa de refinació de petroli del país. L'any següent, una filial de Saudi Aramco va adquirir una participació del 40% a Petron Corporation, la refinadora i comercialitzadora de petroli més gran de les Filipines. Des de llavors, Saudi Aramco ha assumit la responsabilitat de refinar petroli i distribuir-lo al país. El 2008, Saudi Aramco va vendre tota la seva participació al grup Ashmore Group, un grup d'inversió cotitzat a Londres. Ashmore va adquirir un 11% addicional quan va fer una oferta de licitació obligatòria a altres accionistes. El juliol de 2008, Ashmore, a través de SEA Refinery Holdings BV, tenia un 50,57 per cent de les accions de Petron. El pagament d'Ashmore es va fer el desembre de 2008. Al desembre de 2008, Ashmore va adquirir el 40% de PNOC. El mateix mes, San Miguel Corporation (SMC) va dir que es trobava en les fases finals de negociacions amb el grup Ashmore per comprar fins al 50,1 per cent de Petron. El 2010, SMC va adquirir el control majoritari de Petron Corporation.
L'any 2015 la capacitat de refinament de Saudi Aramco era de 5.4 milions de barrils per dia (860,000 m3/d): empreses mixtes internacionals i de renda variable: 2,500 Mbbl/d (400,000,000 m3/d), empreses conjuntes nacionals: 1.900 mpbd i operacions nacionals de propietat total: 1,000 Mbbl/d (160,000,000 m3/d).
Les operacions posteriors de Saudi Aramco van dirigides a integrar les refineries amb instal·lacions petroquímiques. La seva primera aventura és Petro Rabigh, una empresa conjunta amb Sumitomo Chemical Co., que va començar el 2005 a la costa del Mar Roig. Per convertir-se en líder mundial en productes químics, Aramco adquirirà el 50% de la participació de Royal Dutch Shell en el seu refinador a l'Aràbia Saudita per 631 milions de dòlars.

#### Llista de refineries
Llista de refineries nacionals:
- Projectes de refineria i terminals de Jazan (JRTP) (400,000 bbl/d (64,000 m3/d)), la construcció de Jazan està en curs.[74]
- Refineria de Gidda (78,000 bbl/d (12,400 m3/d)) Gidda es va convertir en terminal d'emmagatzematge de productes el 17 de novembre.
- Refineria Ras Tanura (550,000 bbl/d (87,000 m3/d)) (inclou una unitat de destil·lació de cru, una unitat de condensat de gas, un hidrocraquador i reformes catalítiques)
- Refineria de Riad (126,000 bbl/d (20,000 m3/d))
- Refineria Yanbu (245,000 bbl/d (39,000 m3/d))

Llista d'empreses de refinació nacionals:
- La Saudi Aramco Mobil Refinery Co. Ltd. (SAMREF), Yanbu (400,000 bbl/d (64,000 m3/d))
- La Saudi Aramco Shell Refinery Co. (SASREF), Jubail (300,000 bbl/d (48,000 m3/d))
- Petro Rabigh, Rabigh (400,000 bbl/d (64,000 m3/d))
- Saudi Aramco Base Oil Co. (Luberef)
- Saudi Aramco Total Refining and Petrochemical Co. (SATORP), Jubail[75] (400,000 bbl/d (64,000 m3/d))
- Yanbu Aramco Sinopec Refinery (YASREF), Yanbu (400,000 bbl/d (64,000 m3/d))

Llista d'empreses internacionals de refinació:
- Fujian Refining and Petrochemical Co. (FRPC), República Popular de la Xina
- Sinopec SenMei (Fujian) Petroleum Co. Ltd. (SSPC), República Popular de la Xina
- Motiva Enterprises LLC, Estats Units, Port Arthur, Texas, 635,000 bbl/d (101,000 m3/d)
- Showa Shell, Japó 445,000 bbl/d (70,700 m3/d)
- S-Oil, República de Corea 669,000 bbl/d (106,400 m3/d)
- Saudi Refining Inc., Estats Units[77]
- Reliance Industries, (sense inversió) Índia[78]

### Enviament
Saudi Aramco ha contractat diversos petrolers per enviar cru, petroli refinat i gas natural a diversos països. Solia tenir la seva pròpia filial, Vela International Marine, que es va fusionar amb la companyia Bahri, per gestionar l'enviament a Amèrica del Nord, Europa i Àsia. Participa en el complex mundial d'indústries marítimes de King Salman, una drassana que serà la més gran del món quan estigui acabada.

### Inversió global
Saudi Aramco va ampliar la seva presència a tot el món per incloure els tres principals mercats energètics mundials d'Àsia, Europa i Amèrica del Nord. L'abril de 2019, Aramco va signar un acord per adquirir una participació del 13% en el refinador de petroli sud-coreà Hyundai Oilbank per 1.242 milions de dòlars. A més, l'11 d'abril de 2019, Aramco va signar un acord amb el principal refinador de petroli de Polònia, PKN Orlen, per subministrar-lo amb petroli cru àrab.

### Gas natural liquat
Aramco té previst ser un important productor de gas natural liquat (GNL) al món. Va vendre la seva primera càrrega de GNL des de Singapur a un comprador indi. La companyia busca a nivell mundial possibles empreses conjuntes i associacions per assolir el seu objectiu en el mercat del GNL.

## Saudització
L'acord de concessió original incloïa l'article 23; com va assenyalar Ali Al-Naimi, aquest va ser un "element clau en la formació de la societat saudita durant les properes dècades". Es diu: "L'empresa en virtut d'aquest contracte serà dirigida i supervisada pels nord-americans que hauran d'emprar nacionals saudites en la mesura del possible i, en la mesura que l'empresa pugui trobar empleats saudites adequats, no contractarà altres nacionals". La primera escola de l'empresa es va iniciar el maig de 1940 a la casa d'Al-Khobar de Hijji bin Jassim, intèrpret, traductor i primer instructor de l'empresa. Al-Naimi va assenyalar: "Des del principi, el desenvolupament d'Aramco va estar directament lligat a la millora de l'Aràbia Saudita". Una altra escola es va ubicar a Dhahran el 1941 i es deia Jebel School. Els nois contractats començaven a les 7 del matí, durant quatre hores, seguides de quatre hores de treball a la tarda. El 1950, Aramco va construir escoles per a 2.400 estudiants. El 1959, Aramco va enviar el primer grup d'estudiants saudites a luniversitats dels Estats Units. El 1970, Aramco va començar a contractar els seus primers graduats en secundària i el 1979 va començar a oferir beques universitàries. El 1965, Zafer H. Husseini va ser nomenat primer gerent saudita i el 1974, Faisal Al-Bassam va ser nomenat primer vicepresident saudita. Un dels primers estudiants va ser Al-Naimi, que va ser nomenat el primer president saudita d'Aramco el novembre de 1983. Com afirma Al-Naimi, "la companyia petrolera es va comprometre a desenvolupar saudites qualificats per convertir-se en professionals plenament formats". Al-Naimi va reconèixer el defensor de la saudització de Thomas Barger, "Vostè, de tots els líders d'Aramco, va tenir la visió més gran quan va donar suport a l'esforç de formació dels empleats saudites durant els seus primers dies. Aquest suport visionari i aquest esforç està donant els seus fruits ara i molts càrrecs executius els ocupen els saudites a causa d'aquest esforç ". El 1943, 1.600 saudites eren empleats a Aramco, però el 1987, gairebé dos terços de la força activa de 43.500 treballadors d'Aramco eren saudites. El 1988, Al-Naimi es va convertir en conseller delegat i Hisham Nazer en president, els primers saudites que van ocupar aquests càrrecs. El "cim de la saudització " es va produir quan el jaciment petrolífer de Shaybah va entrar en producció el juliol de 1998, després d'un esforç de tres anys d'un equip format per un 90% de saudites. L'Aramco del 2016 encara mantenia una plantilla d'expatriats aproximadament del 15%, de manera que Aramco pot, en paraules d'Al-Naimi, “assegurar-se que té accés a les darreres innovacions i experiència tècnica”.
Saudi Aramco ha emès 59.260 milions de tones d'equivalent de diòxid de carboni des que va començar a operar, que representen el 4,38% de les emissions de CO2 antropogèniques a tot el món des de 1965.
En una carta enviada a nou bancs internacionals contractats per Aramco per ajudar-lo a organitzar el seu debut al mercat, deu grups ecologistes van advertir que això seria un obstacle en l'esforç per reduir les emissions de gasos d'efecte hivernacle i acabar amb els abusos dels drets humans comesos pel règim saudita.
El 6 de novembre de 2019, Saudi Aramco es va unir a la iniciativa del Banc Mundial per reduir la combustió del gas a zero el 2030. L'empresa va informar que va produir menys de l'1% de la producció total de gas brut durant la primera meitat del 2019.

## Programa de valor afegit total al Regne (IKTVAArxivat2021-03-08 aWayback Machine.)
El programa In Kingdom Total Value Add (IKTVA) està dissenyat per impulsar la creació de valor intern i maximitzar el creixement i la diversificació econòmica a llarg termini per donar suport a un entorn econòmic en ràpid canvi. IKTVA reconeix la priorització de la creació de valor nacional. Està dissenyat per impulsar una major inversió, diversificació econòmica, creació d'ocupació i desenvolupament de la força de treball al Regne. El 2021, a Saudi Aramco, pretenem localitzar el 70% de tota la despesa, creant un entorn empresarial que proporcionarà milers de nous llocs de treball i permetrà exportar el 30% dels productes del sector energètic saudita.

## Saudi Aramco Energy Venture (SAEVArxivat2021-03-03 aWayback Machine.)
Saudi Aramco Energy Ventures és la filial d'empresa corporativa de Saudi Aramco, l'empresa líder mundial en energia i productes químics integrats. La missió de SAEV és invertir globalment en empreses en fase inicial i d'alt creixement amb tecnologies d'importància estratègica per a Aramco, per accelerar el seu desenvolupament i el seu desplegament al Regne d'Aràbia Saudita. Prosperity7 és un programa de 1.000 milions de dòlars llançat el 2019, el programa se centra a invertir en startups altament escalables als mercats dels EUA i la Xina, amb una visió d'aventurar-se amb innovadors i visionaris per aconseguir un món de prosperitat. Per vint-i-cincè any consecutiu, Saudi Aramco va tornar a guanyar el lloc número 1 en el rànquing anual del Petroleum Intelligence Weekly de les 50 principals companyies petrolieres del món.